# Nautilus (sommergibile Italia)
Il Nautilus è stato un sommergibile della Regia Marina.

## Storia
Una volta in servizio fu assegnato alla III Squadriglia Sommergibili di Brindisi. Lo comandava il tenente di vascello Roberto Colombo.
Nei due anni di pace in cui fu in servizio fu adibito a crociere addestrative di breve durata.
Nel maggio 1915, all'entrata dell'Italia nel primo conflitto mondiale, era distaccato a Taranto, ma fece poi ritorno nella sua base di Brindisi.
Durante la prima guerra mondiale operò in funzione offensiva lungo le coste della Dalmazia, ove vi era traffico di unità austroungariche, ma non incontrò mai navi nemiche.
Nel giugno 1917 fu trasferito da Brindisi a Taranto, venendo impiegato a difesa di tale porto. Assunse poi il comando dell'unità il tenente di vascello Cugia. 
In tutto svolse 21 missioni offensive e 44 difensive, con 859 ore di navigazione in superficie e 577 in immersione.
Nel 1918, al comando del tenente di vascello Carlo Balsamo, fu assegnato al Gruppo Sommergibili Disarmati e, insieme all'unità appoggio Missana, dislocato a Gallipoli. Fu impiegato come nave scuola per idrofonisti.
Radiato a guerra finita, fu demolito.